# Završje Začretsko
Završje Začretsko es una localidad de Croacia en el municipio de Sveti Križ Začretje, condado de Krapina-Zagorje.

## Geografía
Se encuentra a una altitud de 272 m s. n. m. a 56,5 km de la capital nacional, Zagreb.

## Demografía
En el censo 2011, el total de población de la localidad fue de 40 habitantes.